# NGC 4213
NGC 4213 (również PGC 39223 lub UGC 7276) – galaktyka eliptyczna (E), znajdująca się w gwiazdozbiorze Warkocza Bereniki. Odkrył ją William Herschel 10 kwietnia 1785 roku.